# Louis-Pierre Vieillot
Louis Pierre Vieillot, né le 10 mai 1748 à Yvetot et mort le 24 août 1830 à Sotteville-lès-Rouen, est un ornithologue français.

## Biographie
Louis Pierre Vieillot est le fils de Pierre Vieillot, bourgeois d'Yvetot, et de Suzanne Hue. Sa famille ayant des intérêts dans l'île de Saint-Domingue, Louis Vieillot y passe une grande partie de sa jeunesse.
Banni de France durant la Révolution, il se réfugie aux États-Unis où il étudie l'avifaune. C'est de ce séjour qu'est tiré l'ouvrage, incomplet, Les Oiseaux de l'Amérique septentrionale (1808).
De retour en France en 1800 (ou 1801), il occupe un modeste emploi au Bulletin des lois. Dans les années qui suivent, Vieillot fait paraître une Histoire des oiseaux dorés ou à reflets métalliques (1802) et une Histoire naturelle des plus beaux oiseaux chanteurs de la zone torride (1805).
En 1802, en collaboration avec Jean Baptiste Audebert, il publie également une Histoire naturelle et générale des colibris, oiseaux-mouches, jacamars et promerops suivie d'une Histoire naturelle et générale des grimpereaux et des oiseaux de paradis.
L'Analyse d'une nouvelle ornithologie élémentaire paraît en 1816 où Vieillot tente de devancer certains travaux de Georges Cuvier. Il participe activement au  Nouveau dictionnaire d'histoire naturelle (1803-1819).
Vieillot est l'un des premiers ornithologues à étudier les modifications du plumage. Il tirait ses observations d'oiseaux morts mais aussi du travail de terrain.
Il a décrit un grand nombre d'espèces nouvelles, notamment en provenance des Antilles et de l'Amérique du Nord.
Il ne peut achever son Ornithologie française, ou Histoire naturelle, générale et particulière des oiseaux de France dont la parution commence en 1823 et s'interrompt par la mort de son auteur.
Il meurt oublié et dans la plus grande misère en 1830 près de Rouen. Cependant plusieurs espèces d'oiseaux ont été nommées en son honneur, des noms scientifiques, comme le Barbican de Vieillot (Lybius vieilloti) et le Tacco de Porto Rico (Saurothera vieilloti), ou des noms vernaculaires comme le Moucherolle de Vieillot et le Coulicou de Vieillot.

## Œuvres
- Histoire naturelle des plus beaux oiseaux chanteurs de la zone torride, Dufour, Paris, 1805.
- Histoire naturelle des oiseaux de l'Amérique septentrionale, Desray, Paris, 1807-1808.
- Analyse d'une nouvelle ornithologie élémentaire, d'Éterville, Paris, 1816.
- Mémoire pour servir à l'histoire des oiseaux d'Europe, Turin, 1816.
- Ornithologie, Lanoe, Paris 1818.
- Faune française ou Histoire naturelle, générale et particulière des animaux qui se trouvent en France, Le Vrault & Rapet, Paris, Strasbourg, Bruxelles, 1820-1830.
- La Galerie des oiseaux du cabinet d'histoire naturelle du jardin du roi, Charles Motte (lith.) & Aillard & Constant-Chantpie, Paris, 1822-1825.
- Ornithologie française ou Histoire naturelle, générale et particulière des oiseaux de France, Pelicier, Paris, 1830.

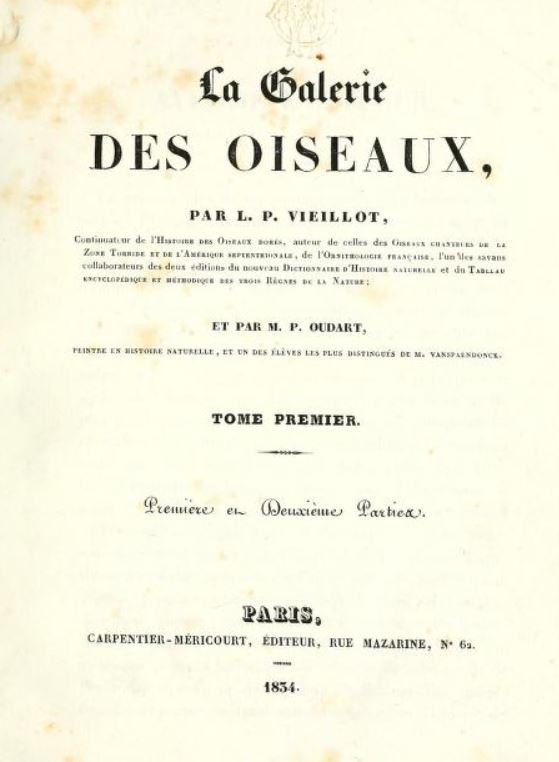
Couverture de son ouvrage La galerie des oiseaux du cabinet d'histoire naturelle du jardin du roi (réédition de 1834).
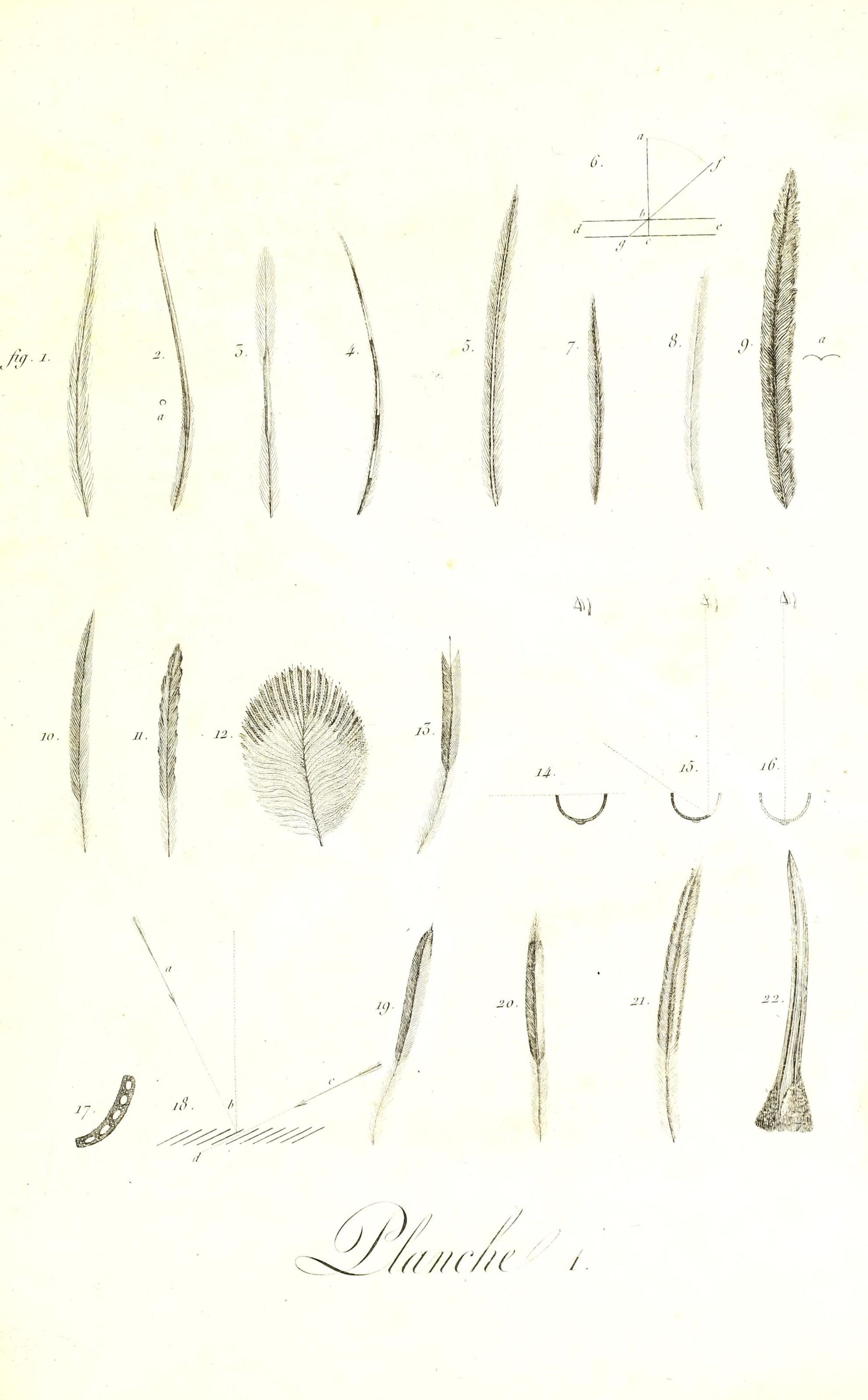